# Аттал III
Атта́л III Филоме́тор Эверге́т (др.-греч. Ἄτταλος Γ΄ Φιλομήτωρ Εὐεργέτης; 170—133 до н. э.) — последний пергамский царь (138—133 годы до н. э.), который в завещании по неясным причинам передал своё царство Римской республике.

## Биография
Согласно официальной версии, которую передают надписи и древние историки, является сыном Эвмена II. Но ещё в XIX веке Ф.Кеппом было высказано предположение, поддерживаемое рядом ученых о том, что отцом Аттала III был Аттал II, женившийся на Стратонике в 171 году до н. э., когда его старший брат Эвмен II едва не погиб в Дельфах. Некоторые другие ученые считают отцом Аттала III Эвмена II, а матерью — некую наложницу. Но все эти соображения являются сомнительными.
О правлении Аттала III известно немного. В античных исторических сочинениях сложился устойчивый образ тирана, не способного управлять страной и отошедшего в итоге от ведения дел и посвятившего себя медицине, ботанике и садоводству. Сначала Аттал запятнал свое правление убийствами друзей и казнями родственников, обвиняя их то в убийстве его матери, то невесты Береники. Одевался он, по словам Юстина, в рубище, отрастил волосы наподобие находящихся под судом, не появлялся в обществе. А в своем уединении Аттал культивировал ядовитые растения. Теорию этого дела он излагал в ученых сочинениях, практически же испытывая действия ядов на свои приближенных. Рассказывается о найденных Атталом новых лекарственных средствах, особенно об «Атталовом белиле», излечивающем кожные болезни.
Также царь занимался лепкой форм из воска, литьем и чеканкой меди.
Но в научной литературе уже в начале XX столетия была высказана мысль об искусственности образа последнего пергамского царя. Ученые обратили внимание на то, что такие рассказы противоречат эпиграфическим данным. В основе негативной характеристики Аттала III лежало, видимо, враждебное отношение Рима к усилившемуся Пергамскому царству. Эпиграфика же показывает пристальный интерес царя ко внешнеполитическим событиям, жизни полисов и храмовых общин государства. Так, надпись, найденная в Элее, свидетельствует о победе Аттала в какой-то войне, в результате которой к Пергаму были присоединены новые территории. Документ представляет собой постановление народного собрания полиса — об объявлении священным дня прибытия царя после победы, совершении в этот день праздничного шествия, установке статуи, изображающей одетого в панцирь Аттала, попирающего ногой трофеи. Аттал III также проводил политику, направленную на распространение в государстве восточного культа бога Сабазия, введенного матерью царя. Об этом свидетельствуют письма Аттала городам Кизик и Пергам. Другим дошедшим документом является письмо царя должностному лицу о предоставлении льгот земледельцам на земле храма Аполлона в Гиеракоме.
Очевидно, при Аттале III произошло ухудшение положения Пергама на внешнеполитической арене. Свидетельства Диодора и Юстина о казнях царем представителей знати говорят о дворцовых смутах. К этому же времени, очевидно, относятся свидетельства о распятии рядом с городом Магнесия ученого-грамматика Дафида из Телмесса за сочинение оскорбительной эпиграммы.
Внезапная смерть Аттала III выглядит странной. Содержание завещания, переданное Риму неким Эндемом, о котором ничего не известно, также представляет собой загадку: в сообщениях античных авторов содержится немало противоречий. Саллюстий вложил в уста царя Понта Митридата обвинение против римлян в том, что они преступно заменили завещание и завладели Пергамским царством. Некоторые древние историки вообще не сообщают ничего о содержании завещания или дают только очень общее сообщение. Для римских авторов, обычно столь точных и аккуратных во всем, касающемся юридических вопросов, это очень странно: не знать ни времени и места составления завещания, ни формы составления, ни свидетелей, его удостоверявших. Источники, в которых о воле Аттала говорится подробнее, обращают внимание на то, что в завещании делалось различие между собственностью царя (его казной, поместьями, землями) и городами царства. В декрете Пергама 133 года до н. э. говорится, что монарх «оставил отечество наше свободным», то есть освобожденным от контроля царского должностного лица, от налогов. Косвенным подтверждением этого является и то обстоятельство, что города в основной своей массе не поддержали Аристоника, опасаясь, видимо, лишиться предоставленных им по завещанию льгот.
Пергамская война, разгоревшаяся после его смерти, была выиграна Манием Аквиллием. В 129 году до н. э. на части территории была образована провинция Азия, а большую часть Фригии Аквиллий продал царю Митридату V Понтийскому.